# Виленское воеводство
Эта статья про воеводство Великого княжества Литовского. Виленское воеводство также было частью Польской Республики в 1923—1939 годах.
Ви́ленское воево́дство (лат. Palatinatus Wilnensis, пол. Województwo wileńskie, лит. Vilniaus vaivadija, бел. Віленскае ваяводства) — административно-территориальная единица Великого княжества Литовского. Образовано в 1413 году. Столица — город Вильна.
Воеводство граничило с Курляндским герцогством и Инфлянтами на севере, Полоцким воеводством на северо-востоке, Минским воеводством на юго-востоке, Новогрудским воеводством на юге и Трокским воеводством на западе. Крупными городами были Вильна, Вилкомир, Браслав, Ошмяны, Лида, Утена, Дубинки, Докшицы, Медники, Сморгонь, Крева, Гольшаны, Жирмуны, Ивье.
Герб воеводства — «Погоня» и Колюмны, воеводская хоругвь представляла собой двухстороннее червлёное полотно с двумя косицами и с гербами в центре.

## История
Воеводство было создано на основании Городельской унии 1413 года. Тогда же появились должности воеводы и каштеляна. В его состав вошли староства и крупные имения с центрами в Ошмянах, Бобруйске, Борисове, Браславе, Быхове, Глуске, Кричеве, Лиде, Могилёве, Минске и др. городах, а также северо-восточные земли современной Республики Литва (староства и крупные имения с центрами в Вилкомире, Утене, Биржах, Кернаве, Свенцянах).
В 1654 году смоленская шляхта, расселившаяся по территории воеводства от Вильны до Браслава, учредила свою «экстратерриториальную» организацию Стародубского и Смоленского поветов. Сеймики проходили в Вильне. Эта организация представляла собой номинальное Смоленское воеводство, территория которого в действительности принадлежала России.
По люстрации (переписи) 1775 года на территории Виленского воеводства насчитывалось 70 тысяч дымов, в том числе 7 тысяч в городах.
В 1791 году по Конституции Речи Посполитой были созданы Эйшишский и Завилейский поветы (последний с центром в Поставах). В 1793 году по решению Гродненского сейма было выделено Браславское воеводство. В декабре 1793 года Смоленское воеводство перестало существовать даже номинально.
В 1795 году в связи с третьим разделом Речи Посполитой Виленское воеводство было ликвидировано, а его территория полностью вошла в состав Российской империи.

## География и административное деление
В 1413—1566 годах воеводство было очень обширным, распространялось от границ Ливонского ордена до реки Сож и делилось на множество единиц. В военной иерархии виленскому воеводе подчинялись наместник новогрудский (до 1507), а также Слуцкое, Клецкое (до 1521) и Мстиславское (до 1529) княжества, формально входившие в состав воеводства, но фактически являвшиеся автономными. В Бобруйском старостве земли Виленского и Трокского воеводств располагались чересполосицей, к Вильне относилась «виленская половина» — город Бобруйск и 18 окрестных сёл.
В 1507 году из состава воеводства выделилось Новогрудское воеводство. В 1537 году в его состав вошло Гомельское староство. В 1566 году в рамках административной реформы от него отделились земли, образовавшие Минское, Мстиславское воеводства и часть Витебского воеводства.
В состав воеводства входили:
- Ядро воеводства — Виленский повет под управлением тиуна: Виленское, Неменчинское, Свенцянское, Дисненское, Рудоминское и другие староства, а также почти все земли по течению Вилии;
- Староства: Браславское, Ошмянское, Лидское; отсоединились в 1566: Минское, Красносельское, Логойское, Борисовское, Свислоцкое, Поднепровские староства (Бобруйское, Любошанское и Горвальское наполовину с Трокским воев.), Пропойское, Чечерское, Речицкое, Гомельское (с 1537), Могилёвское;
- Княжества: Свирское, Гедройцкое, Гольшанское; отсоединились в 1507: Новогрудское, Клецкое, Слуцкое, Глусское; отсоединились в 1566: Изяславское, Мстиславское, Быховское.

С 1566, после выделения из него нескольких новых воеводств, воеводство включало в себя пять поветов:
| № | Название           | Центр    | Площадь, тыс. км² | Староства                                                                                                  |
| - | ------------------ | -------- | ----------------- | --- |
| 1 | Виленский повет    | Вильна   | 6                 | Быстрицкое, Синтурское (Старые Троки), Кернавское                                                          |
| 2 | Ошмянский повет    | Ошмяны   | 16                | Ошмянское городское, Вилейское, Губское, Давгелишское, Дудское, Кревское, Марковское, Медельское, Трабское |
| 3 | Лидский повет      | Лида     | 5,2               | Лидское гродское, Берштанское, Василишковское, Дубское, Каневское, Новодворское, Радунское, Стоклисское    |
| 4 | Вилкомирский повет | Вилкомир | 9                 | Оникштенское, Больницкое, Кописское, Пенёсское, Субосское, Ушпольское                                      |
| 5 | Браславский повет  | Браслав  | 5,5               | Браславское гродское, Дривяцкое, Опское                                                                    |

Воеводский сеймик проходил в Вильне. В центрах поветов находились подкоморные, земские и гродские суды и собирались поветовые сеймики.
Местная шляхта выбирала десять депутатов на вальный сейм Речи Посполитой и десять депутатов в трибунал Великого княжества Литовского.

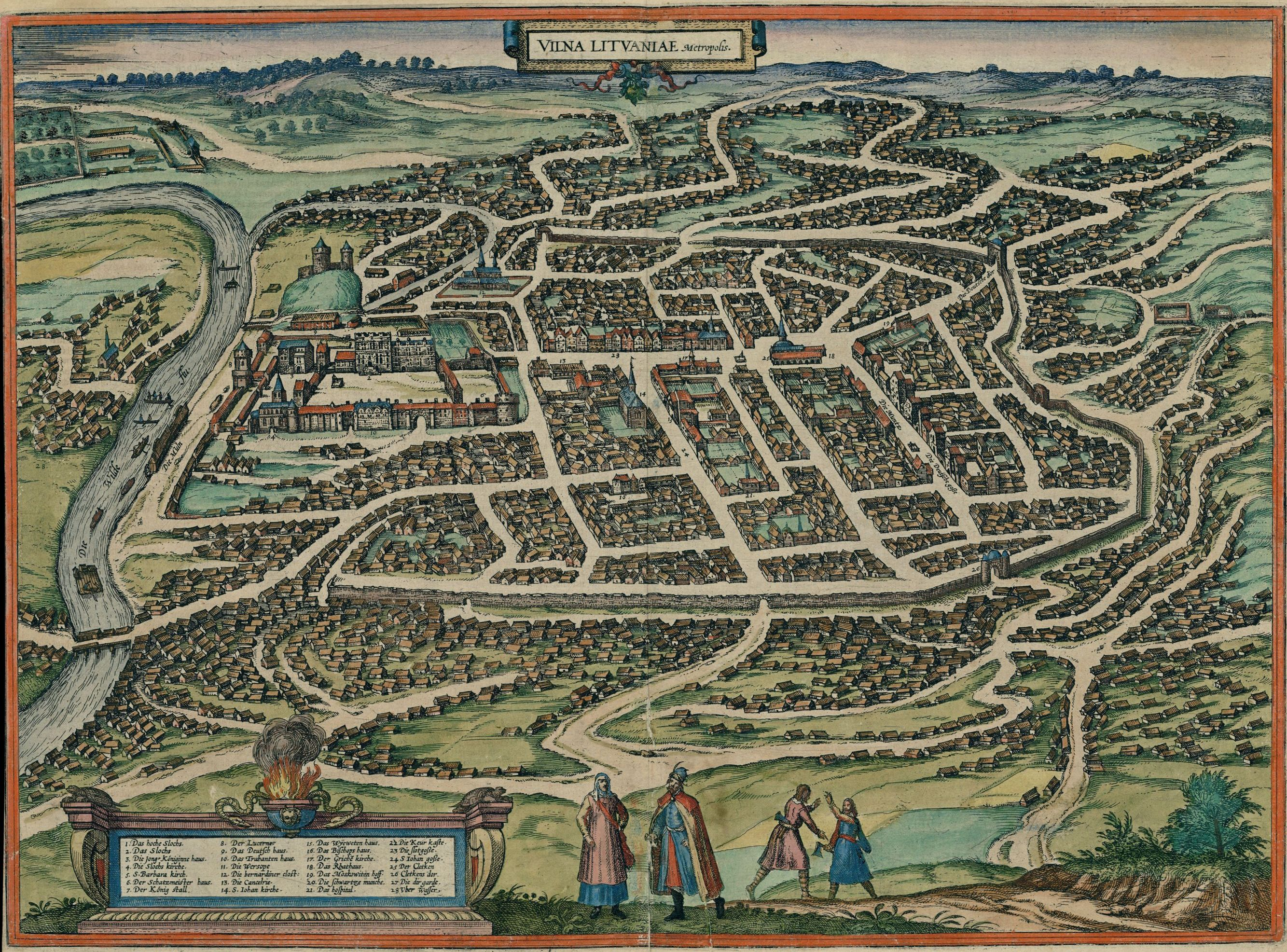
Вильна, 1576 год
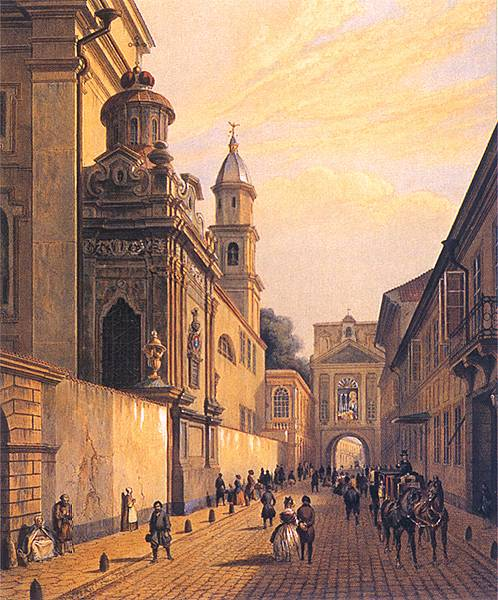
Острая Брама в Вильне
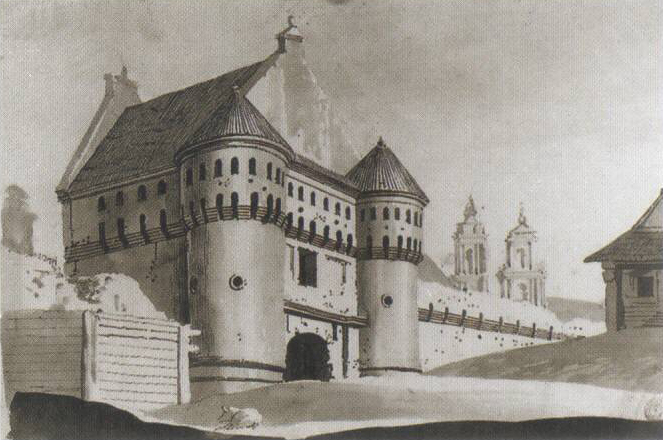
Субботская Брама в Вильне, конец XVIII века
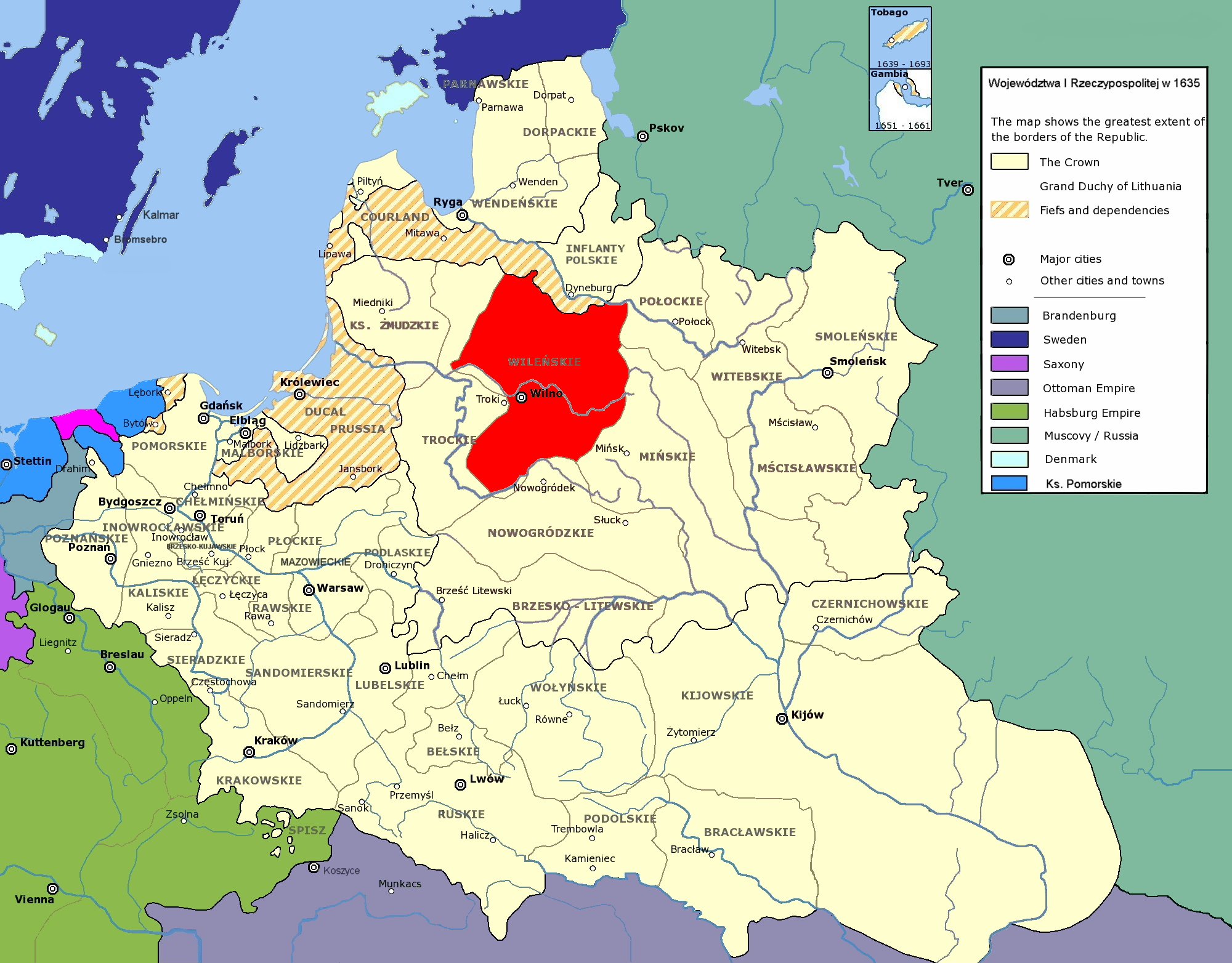
Виленское воеводство на карте Речи Посполитой

## Управление
Управлялось воеводой и подвоеводой, а ответственным за военное дело был каштелян. Виленское воеводство в Сенате Речи Посполитой представляли три сенатора: виленские воевода, каштелян и епископ. За всю историю воеводства на этих постах сменилось 33 воеводы, 37 каштелянов и 29 епископов.